# Темиров, Марат Сатиевич
Марат Сатиевич Темиров (5 мая 1943, Казарман, Тянь-Шанская область — 10 мая 1998, Бишкек) — единственный вице-адмирал Кыргызстана (1997). Контр-адмирал (1989). Руководитель ДОСААФ Киргизской ССР.

## Биография
Родился 5 мая 1943 года в селе Казарман Тогуз-Тороуского района в семье работника коммунистической партии. Кроме Марата в семье было ещё пять детей. Учился в школе-интернат имени Токтогула Сатылганова в городе Каракол. Окончил Высшее военно-морское инженерное училище имени Ф. Э. Дзержинского в Москве (1966). По распределению был направлен на Северный флот, где служил на подводной лодке проекта 627. Дослужился до должности командира электромеханической боевой части.
В 1975 году был переведён во Фрунзе (сейчас — Бишкек), где работал в ДОСААФ (добровольное общество содействия армии, авиации и флоту), а в 1987 году стал главой организации в Киргизской ССР. Протекцию в назначении на должность оказал генерал-лейтенант Калыйнур Усенбеков. В ноябре 1989 года постановлением Совета министров СССР Темирову было присвоено звание контр-адмирала. После распада СССР ДОСААФ в Кыргызстане был сохранён путём преобразования в ОСТО (Оборонная спортивно-техническая организация).
С 1964 года — член КПСС. Являлся депутатом Ошского областного совета. С 1983 по 1984 год — руководитель Республиканской специализированной школы-интернат (РСШИ) имени 60-летия Коммунистической партии Киргизии (сейчас — Кыргызский национальный военный лицей имени Героя Советского Союза генерал-майора Д. А. Асанова).
В декабре 1997 года президент Кыргызстана Аскар Акаев присвоил Темирову звание вице-адмирала, таким образом он стал первым и единственным в истории страны человеком, получившим данное звание.
Скончался 10 мая 1998 года в Бишкеке на 55 году жизни. На его могиле был установлен якорь с озера Иссык-Куля.
В 2002 году вышел фильм «Адмирал» Ракии Шершеновой о жизни Марата Темирова. В Бишкеке по распоряжению правительства Кыргызской Республики от 2000 года в честь Темирова была названа улица и установлена мемориальная доска. Кроме того его именем назван водолазный катер РВК-1328, получивший наименование «Вице-адмирал Темиров».

## Награды и звания
- Орден «За службу Родине в Вооружённых Силах СССР»[1]
- Почётная грамота Верховного Совета Киргизской ССР[1]
- Почётная грамота Кыргызской Республики (28 октября 1994)[8]

## Семья
Супруга — Гуля Бектуровна Темирова
Дети — Артур, Дилора и Медер.